# Église Saint-Martin de Chambois
Pour les articles homonymes, voir Église Saint-Martin.
L'église Saint-Martin est une église catholique située à Chambois, en France.

## Localisation
L'église est située dans le département français de l'Orne, dans le bourg de Chambois.

## Architecture
L'édifice est classé au titre des monuments historiques depuis le 18 avril 1914.

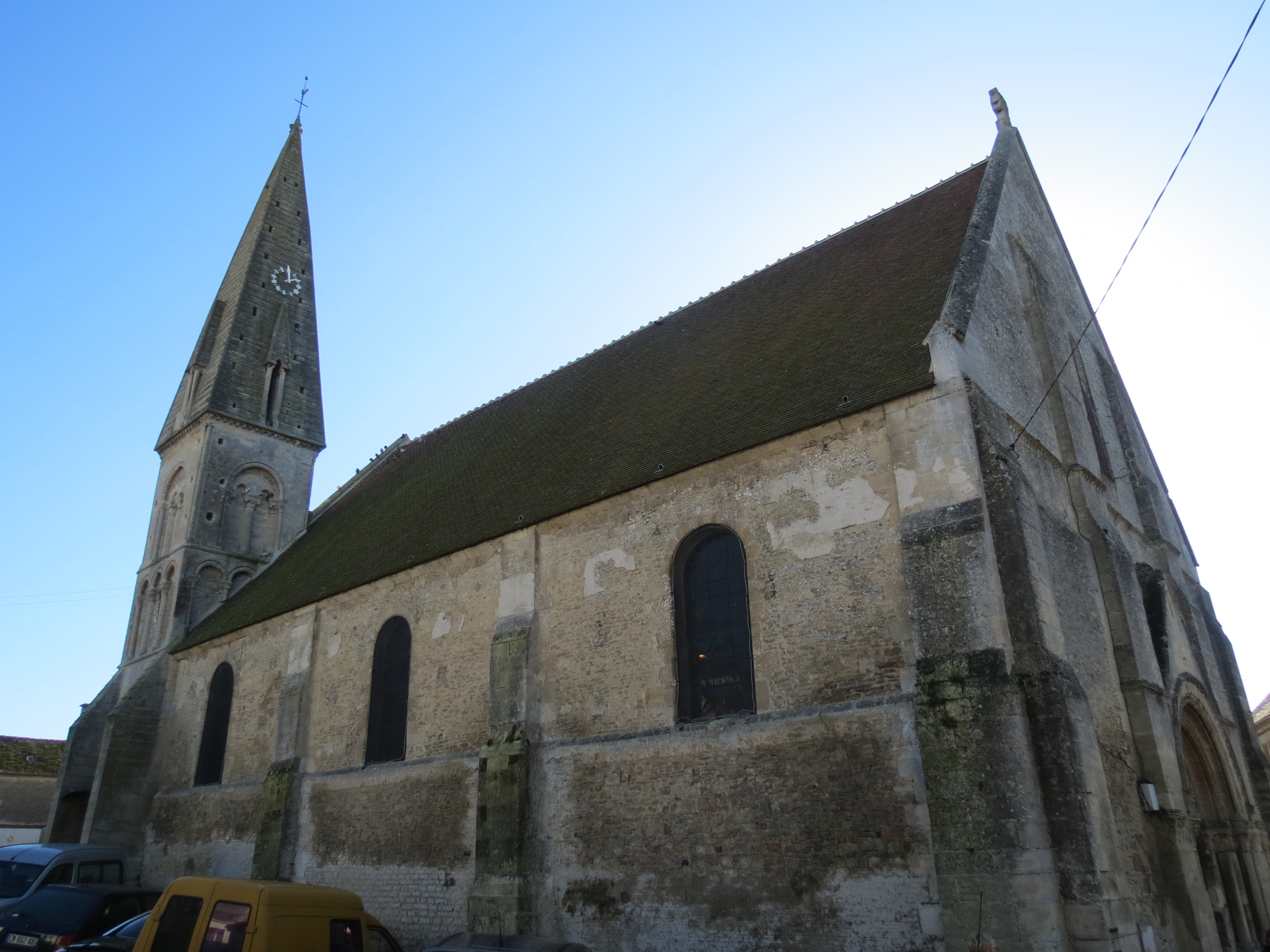
Vue septentrionale.
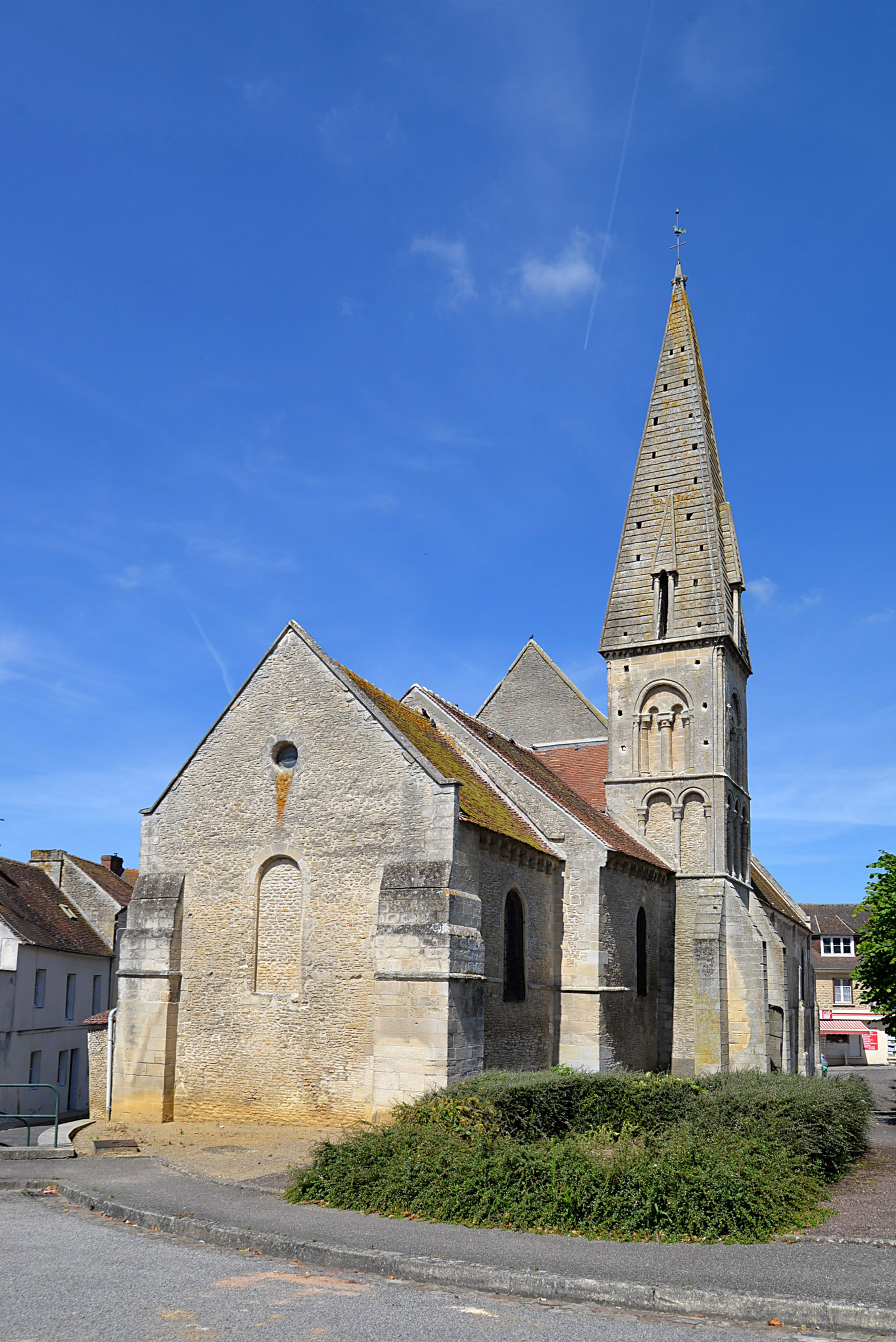
L'église à l'est.
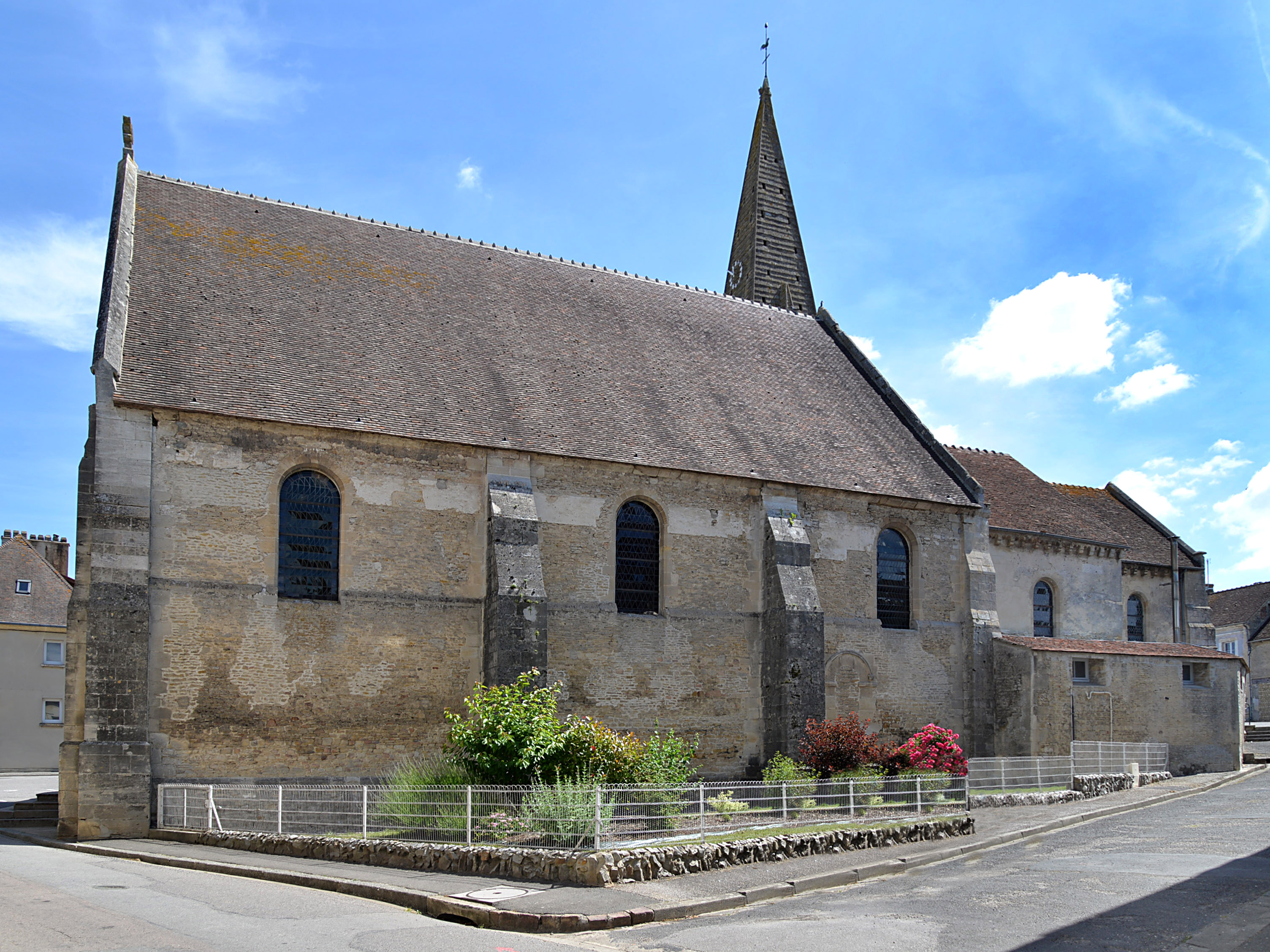
L'église au sud.
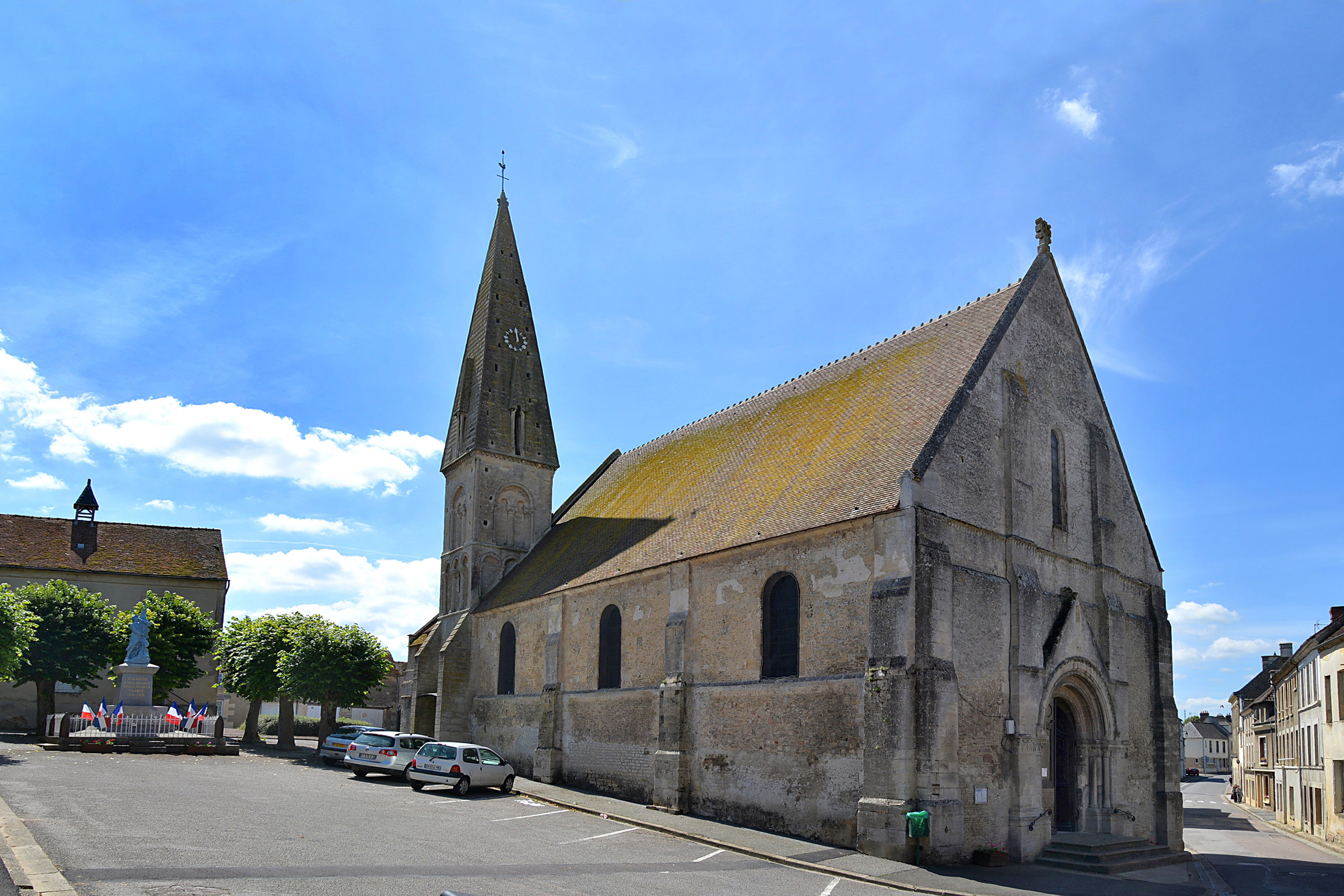
L'église au nord.
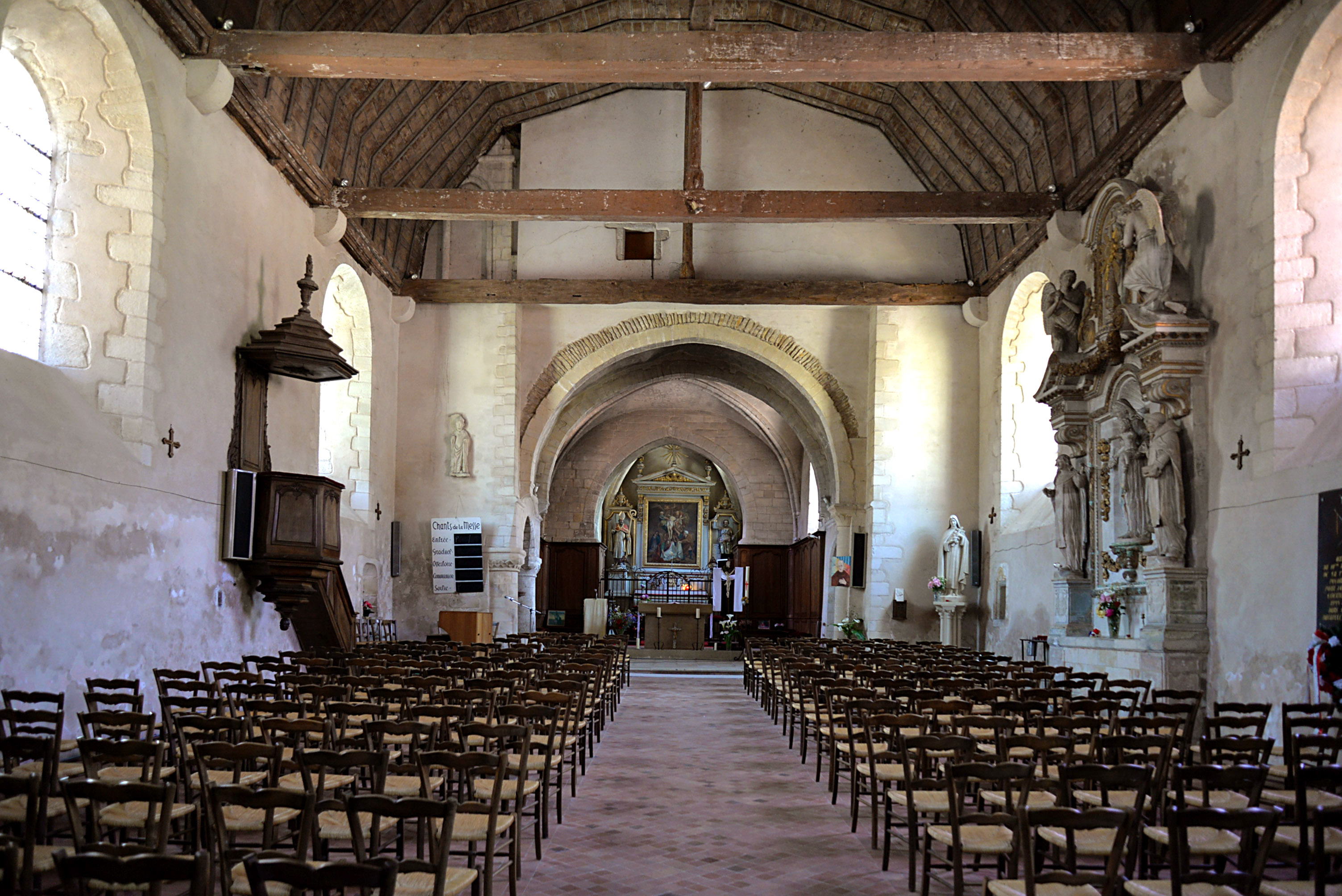
La nef de l'église.